# Глоба, Василий Андрианович
Василий Андрианович Глоба (род. 1 апреля 1949, село Пологи-Вергуны Переяслав-Хмельницкого района Киевской области) — украинский советский деятель, дояр, оператор машинного доения колхоза имени Кирова Переяслав-Хмельницкого района Киевской области. Депутат Верховного Совета СССР 9-11-го созывов.

## Биография
Родился в крестьянской семье. Образование среднее. Окончил восьмилетнюю и вечернюю среднюю школу села Пологи-Вергуны Переяслав-Хмельницкого района Киевской области.
В 1964—1968 годах — дояр колхоза имени Кирова Переяслав-Хмельницкого района Киевской области.
В 1968—1970 годах — служба в Советской армии.
С 1971 года — дояр, с 1978 года — оператор машинного доения колхоза имени Кирова села Пологи-Вергуны Переяслав-Хмельницкого района Киевской области.
Член КПСС с 1980 года.
Потом — на пенсии в селе Пологи-Вергуны Переяслав-Хмельницкого района Киевской области.

## Награды
- орден Ленина
- орден Трудового Красного Знамени
- лауреат премии Ленинского комсомола
- медали